# Contagious (Of Mice & Men)
Contagious è un singolo del gruppo musicale statunitense Of Mice & Men, il terzo estratto dal loro quarto album in studio Cold World, pubblicato il 29 agosto 2016.

## Tracce
Testi e musiche di Austin Carlile, Alan Ashby e Aaron Pauley.
1. Contagious – 3:12